# محمد كيزيتو
محمد كيزيتو (بالإنجليزية: Muhamed Kizito) (مواليد 17 أكتوبر 1974) هو ملاكم أوغندي، مثّل بلاده في الألعاب الأولمبية الصيفية 2000.

## روابط خارجية
محمد كيزيتو على موقع بوكس ريك (الإنجليزية) (registration required)
- محمد كيزيتو على موقع أوليمبيديا (الإنجليزية)